# Rally

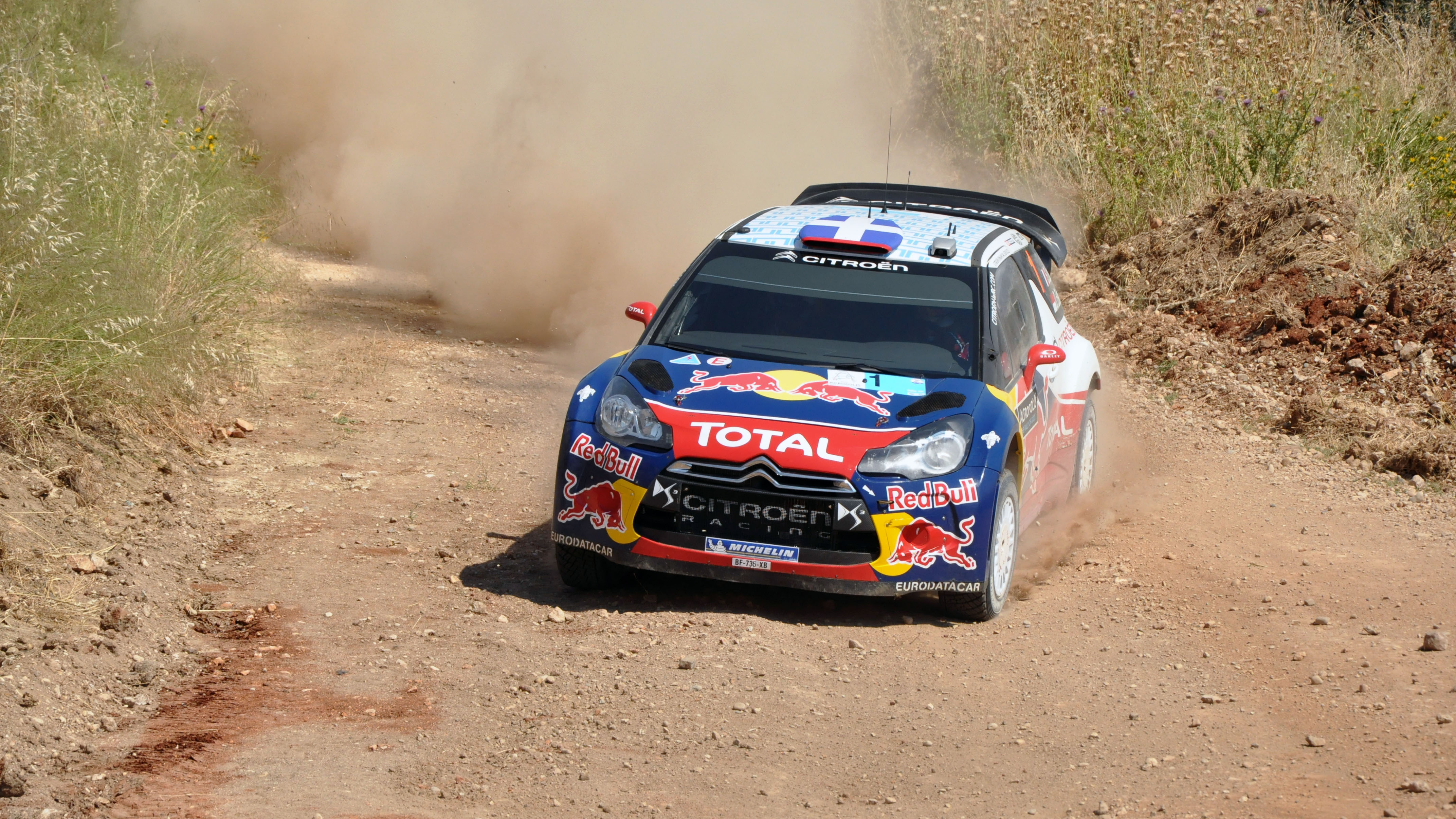
Sébastien Loeb är, med sina nio VM-titlar, tidernas mest framgångsrika rallyförare.

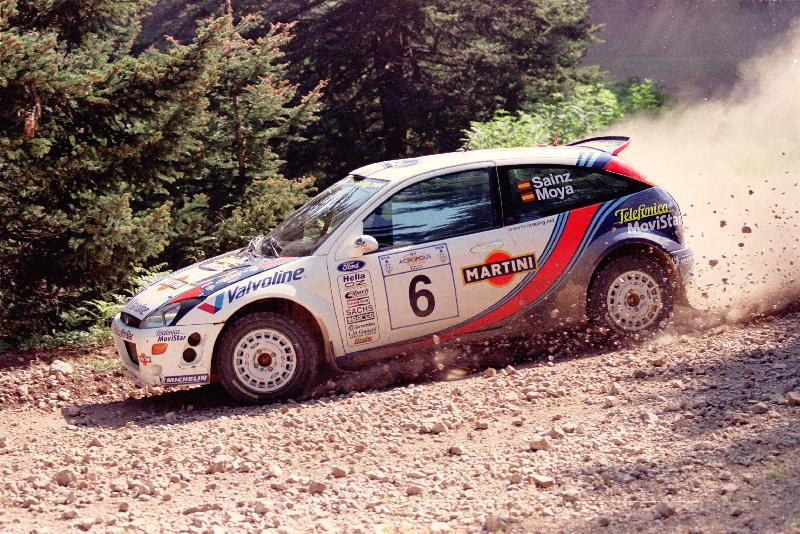
Carlos Sainz under Akropolisrallyt år 2000.

Rally kallas en motorsportstävling som omfattar en relativt lång sträcka. Rally körs på vägar, så kallade "specialsträckor", som är avstängda för annan trafik och där det gäller att ta sig från start till mål på kortast möjliga tid. Mellan specialsträckorna kör man "transportsträckor" där de allmänna trafikreglerna gäller. Till skillnad från biltävlingar på bana finns det, förutom förare, även en kartläsare med i bilen under rallytävlingar.

## Rallysprint
På senare år har olika specialvarianter vunnit gehör inom rallysporten. Främst rör det så kallad rallysprint, som är en tävlingsvariant där man kör ett antal heat på en och samma relativt korta specialsträcka (körtid cirka 2 minuter). Sådana tävlingar är enklare och billigare att arrangera och gör tävlingen mer tillgänglig för publiken som inte behöver ta sig ut på flera kilometer långa avlysta skogsvägar.

## Minirally
Äldre tiders benämning "minirally" sade att ett minirally innehöll specialsträckor av minst 50 kilometers längd. Idag används inte beteckningen "minirally" längre, utan alla rallyn med transportsträcketidtagning kallas kort och gott rally. Rallytävlingar utan tidtagning på transportsträckor, se rallyspecial och rallysprint.

## Rallyspecial
Rallyspecial är en blandning av rally och rallysprint. Start och mål på de olika specialsträckorna, eller specialproven, som de kallas, ligger oftast på samma plats varför en maximal körtid av två minuter inte bör överskridas. Max ss/sp-längd 20 km. Ett specialprov förr i tiden var oftast belägen på en parkeringsplats, på en industritomt eller någon bakgata. Tunnor, konor och bommar skulle passeras på en i roadbook föreskriven väg. Oftast förekom någon form av 180 graders vändning, allt som oftast fler. Vid sammanstötning med tunnor, konor och bockar tilldelas prickar, oftast 15 stycken, vilka är lika många sekunder, vilka påförs till den totala specialprovskörtiden i slutändan. Även i rallyspecial förekommer specialsträckor, med start och mål på skilda platser. Dagens rallyspecial skiljer sig markant mot gårdagens. För omkring 15 år sen (1988–1992) började det mer "rallysprintiga" att få genomslag. Snurrandet runt tunnor och konor blev mer och mer ovanligt. Idag består en rallyspecial mest av kortare "specialsträckor". Riktiga specialprov, med "hundratals" tunnor och konor tillämpas bara av ett fåtal klubbar. En bidragande orsak är dagens bilar, stora långa volvobilar och fyrhjulsdrift lämpar sig inte för sniket snirklande runt tunnor och konor. Rally genomförs med transporttider, det vill säga, man har en given tid att passa. Har man 30 minuter att ta sig mellan punkt A och punkt B måste man klocka in exakt 30 minuter efter det att man klockat ut från punkt A. Exempel: Ut från punkt A 13.45, in till punkt B 14.15.00-59. Missar man tiden på något sätt prickbelastas man, det vill säga, man får sekundtillägg i slutändan. Rallyspecial skiljer sig åt från rally på så sätt att man har en totaltid att hålla sig till. Låt säga att man får två och en halv timme på sig, totalt, då skall man hinna att ta sig från start till mål, och däremellan utföra de olika specialproven, i ordning, inom den givna tidsramen, man slipper på så sätt "stressen" att hinna mellan punkt A och punkt B inom en given tidsram.

## Klasser

### Grupp A
Grupp A är den friaste klassen där det finns minst begränsningar på hur mycket bilen får vara trimmad. Det betyder att dessa bilar oftast är speciellt framtagna för rallytävlingar. Bilarna kan vara antingen tvåhjuls- och fyrhjulsdrivna. Dock måste den baseras på en fabrikstillverkad bil. Vad gäller effekt i denna klass ligger en fyrhjulsdriven bil mellan 300 och 400 hk och en tvåhjulsdriven mellan 220 och 300 hk. Grupp A är inte ett aktivt reglemente och bilarna ses sällan i stora mästerskap. Klassen har bytts ut mot R-klasserna. 

### Grupp R
Grupp R är ett internationellt reglemente reglerat av Fédération Internationale de l'Automobile och är uppdelat i sex olika kategorier. Inom Sverige är framförallt R5 en populär klass, där man 2021 räknat till 41 registrerade bilar i Sverige. 
| Kategori | Klass | Cylindervolym      | Motortyp               | Bränsle | Minimumvikt | Drivning      | Homoligeringskrav | Mästerskaps- deltangade | Exempel                 |
| -------- | ----- | ------------------ | ---------------------- | ------- | ----------- | ------------- | ----------------- | ----------------------- | ----------------------- |
| RC1      | WRC   | 1600cc             | Turbo                  | Bensin  | 1230 kg     | Fyrhjulsdrift | 2500 per år       | WRC                     | Toyota Yaris WRC        |
| RC2      | R5    | 1600cc             | Turbo                  | Bensin  | 1230 kg     | Fyrhjulsdrift | TBA               | WRC-2, WRC-3            | Škoda Fabia R5          |
| RC2      | R4    | Över 2000cc        | Turbo                  | Bensin  | 1300 kg     | Fyrhjulsdrift | n/a               | inget                   | Subaru Impreza R4       |
| RC3      | R3T   | Upp till 1620cc    | Turbo                  | Bensin  | 1080 kg     | Tvåhjulsdrift | 2500 per år       | inget                   | Citroën DS3 R3T         |
| RC3      | R3C   | 1600cc till 2000cc | Sugmotor               | Bensin  | 1080 kg     | Tvåhjulsdrift | 2500 per år       | inget                   | Renault Clio R3C        |
| RC3      | R3C   | 1067cc till 1333cc | Turbo                  | Bensin  | 1080 kg     | Tvåhjulsdrift | 2500 per år       | inget                   | ingen                   |
| RC3      | R3D   | Upp till 2000cc    | Kompressor             | Diesel  | 1150 kg     | Tvåhjulsdrift | 2500 per år       | inget                   | Fiat Grande Punto R3D   |
| RC4      | R2B   | 1390cc till 1600cc | Sugmotor               | Bensin  | 1030 kg     | Tvåhjulsdrift | 2500 per år       | J-WRC                   | Ford Fiesta 1.6 R2      |
| RC4      | R2B   | 927cc till 1067cc  | Turbo                  | Bensin  | 1030 kg     | Tvåhjulsdrift | 2500 per år       | J-WRC                   | Ford Fiesta Ecoboost R2 |
| RC4      | R2C   | 1600cc till 2000cc | Sugmotor               | Bensin  | 1080 kg     | Tvåhjulsdrift | 2500 per år       | inget                   | ingen                   |
| RC4      | R2C   | 1067cc till 1333cc | Turbo                  | Bensin  | 1080 kg     | Tvåhjulsdrift | 2500 per år       | inget                   | ingen                   |
| RC5      | R1A   | Upp till 1390cc    | Sugmotor               | Bensin  | 980 kg      | Tvåhjulsdrift | 2500 per år       | inget                   | Toyota TMG Yaris R1A    |
| RC5      | R1A   | Upp till 927cc     | Turbo                  | Bensin  | 980 kg      | Tvåhjulsdrift | 2500 per år       | inget                   | ingen                   |
| RC5      | R1B   | 1390cc till 1600cc | Sugmotor               | Bensin  | 1030 kg     | Tvåhjulsdrift | 2500 per år       | inget                   | Renault Twingo RS R1    |
| RC5      | R1B   | 927cc till 1067cc  | Turbo                  | Bensin  | 1030 kg     | Tvåhjulsdrift | 2500 per år       | inget                   | ingen                   |
| R-GT     | R-GT  | Ingen maxgräns     | Turbo eller kompressor | Bensin  | TBA         | Tvåhjulsdrift | TBA               | R-GT Cup                | Lotus Exige R-GT        |

### Grupp B
Grupp B fanns mellan 1982 och 1986 och bestod av de snabbaste och mest kraftfulla rallybilar som någonsin byggts. Reglerna krävde att 400 exemplar skulle byggas av bilmodellen, och flera tillverkare utnyttjade det för att tillverka en specialbyggd rallybil i några tiotal exemplar och resten i en version som var godkänd för trafik och såldes till allmänheten. Turbomotorer med flera hundra hästkrafter, fyrhjulsdrift och i flera fall mittmonterad motor var ett vinnande recept. Samtidigt blev bilarna svåra att köra och hastigheterna i tävlingarna högre. På grund av detta blev det även en rad stora olyckor, några med dödlig utgång. Efter ett flertal åskådares död och senare Henri Toivonen och hans co-drivers död i Tour de Corse rallyt 1986, förbjöd FIA Grupp B klassen. Den kortlivade Grupp B-epoken har dock fått legendarisk status bland rallyfans, precis som de välkända Grupp B-bilarna Audi Quattro, Peugeot 205 Turbo 16, Lancia Rally 037, Ford RS200, MG Metro 6R4 samt Lancia Delta S4. 
Många Grupp B-bilar fick ett nytt liv när klassen släpptes in i rallycross under 1990-talet. I det sammanhanget kördes tävlingarna på inhägnade banor och med kortare raksträckor, vilket minskade riskerna. Det blev dock en kortlivad epok på grund av att antalet körbara bilar var litet, inga nya tillverkades och reservdelar var bristvara.

### Grupp N
I Grupp N tävlar man endast med modifierade standardbilar. Bilen måste finnas i serieproduktion och tillverkas i minst 2 500 exemplar.
Endast elektronisk trimning av motorn är tillåten, man får även byta ut vissa delar på bilen som till exempel växellåda, bromsar och stötdämpare för att förbättra väghållningen.

### Grupp H
Grupp H är en nationell svensk klass för tvåhjulsdrivna bilar. Överladdning, så som turbo eller kompressor, är förbjudet på motorer över 1640cc. Däremot är annan trimning tillåten oavsett cylindervolym. Effekten i bilarna kan vara uppemot 300-400 hk. Volvo 240 och 940 är populäraste bilarna i klassen men snabbast är oftast Toyota Corolla i SM-sammanhang där Grupp H ingår i klassen Trimmat 2WD. Grupp H delas ibland in i gamla och nya Grupp H. Nya grupp H är den uppdatering som SBF tog fram inför 2018 års säsong öppnade upp för fler bilmodeller, turbo på motorer under 1640cc. Bilarna blev i och med detta reglemente ännu kraftigare.

### Grupp E
E står för ekonomi, och i denna klass tävlar man endast med helt otrimmade bilar som antingen är en standard-rallybil som får köras på väg som en vanlig bil i vanlig trafik och besiktigas 1 gång / år hos bilprovningen, eller en homologerad vilket betyder att den enbart får köras på tävlingen och besiktigas minst var 8:e månad och då i samband med tävling då det görs en så kallad a-besiktning. Man besiktar alltid innan tävling, men noterbart är att det inte alltid görs en a-besiktning utan även en enklare variant som kallas b-besiktning. Bilen måste dessutom vara tvåhjulsdriven. Vanliga bilar i klassen är VW Golf, Jetta, Saab99-900, Opel Ascona och Volvo 940. Bilen får inte vara nyare än -99 års modell (minst 17 år gammal). 
- Reglementet är detsamma i hela landet, förutom i Övre Norra BF och Mellan Norrlands BF, som beslutade att inte följa grupp E. De kör fortfarande enligt sitt eget klass Ekonomi-reglemente.
- Effekten är begränsad p.g.a. att tjänstevikten på fordonet enligt det ursprungliga typintyget inte får vara mindre än 15kg/kW motoreffekt (motsvarande ca 11 kg/Hk). En annan otrimmad klass liknande Grupp E, är Volvo Original Cup

### Grupp F
Grupp F är en vidareutveckling av grupp E kan man säga, som första gången dök upp år _????_. Man kan på lika sätt välja om man vill använda bilen i vanlig trafik eller ej. Bilarna får inte vara nyare än 12 år, och måste ha ett ursprungligt vikt/effektförhållande större än 11,5 kg per kW (motsvarande ca 8,4 kg per Hk), dvs betydligt lägre än grupp E. Detta gör, tillsammans med att reglementet medger större friheter i form av omprogrammering av motorstyrenheter t ex, att bilarna är kvickare än grupp E bilarna.

### Appendix K
Appendix K är en internationell klass för äldre bilar, både två och fyrhjulsdrivna. I Sverige får bilarna vara tillverkade senast 1990. Klassen är indelad i flera mindre klasser beroende på cylindervolym och åldersgräns. Bilarna ska vara godkända enligt FIA:s reglemente, vilket grundar sig på reglerna som gällde i den tidsperiod bilarna tävlades med. Dock är vissa regler "modernare", bland annat säkerhetsreglerna som nästan är identiska med övriga nationella klasser. Det är Appendix K homologerade bilar som tävlar i det populära Midnattssolsrallyt.
Populära bilar i Appendix K är Ford Escort, SAAB V4, Opel Ascona A/B, Volvo 140, Audi Quattro i de lite nyare klasserna, samt t ex BMC mini, SAAB 2-takt, Ford Cortina och Volvo amazon i de lite äldre.

## Organisation
Den internationella bilsportens regelverk administreras av FIA, Fédération Internationale de l'Automobile. Svensk bilsport, inklusive rallysporten, organiseras av Svenska Bilsportförbundet (SBF), som är medlem i FIA och således är utsedd till nationell samordnare för bilsporten i Sverige. SBF är också medlem av svenska Riksidrottsförbundet (RF).